# Mercuriceratops
Mercuriceratops este un gen extinct de dinozaur cu coarne din familia Ceratopsidae care a trăit în Cretacicul superior, în urmă cu aproximativ 77 milioane de ani. Singura specie cunoscută, Mercuriceratops gemini, a fost descrisă în baza fosilelor recuperate din formațiunea geologică Judith River din Montana (SUA) și Dinosaur Provincial Park din Alberta (Canada).
Mercuriceratops gemini era un dinozaur erbivor cu o lungime de aproximativ 6m și o greutate de peste 2 tone.